# 卡利米烏斯凱區
卡利米烏斯凱区（羅馬化：Kalmiuskyi raion）是乌克兰東部顿涅茨克州一个区，在2020年7月乌克兰行政区划改革中宣布成立。该区的行政中心为卡利米烏斯凱，面积为3,132.6平方公里，人口数量为121,234人（2021年估计）。
该区的领土被俄罗斯占领，俄占当局继续使用2020年之前原有的行政区划，无此区建制。

## 行政區劃
卡利米烏斯克區下分為5個市鎮：
- 多庫恰耶夫斯克市鎮 (市級，行政中心：多庫恰耶夫斯克)
- 卡利米烏斯凱市鎮 (市級，行政中心：卡利米烏斯凱)
- 新亞速斯克市鎮 (市級，行政中心：新亞速斯克)
- 博伊基夫斯凱市鎮 (鎮級，行政中心：博伊基夫斯凱)
- 舊貝舍韋市鎮 (鎮級，行政中心：舊貝舍韋)